# Celama diastropha
Celama diastropha är en fjärilsart som beskrevs av Turner 1944. Celama diastropha ingår i släktet Celama och familjen trågspinnare. Inga underarter finns listade i Catalogue of Life.